# Catillaria detractula
Catillaria detractula är en lavart som först beskrevs av William Nylander och fick sitt nu gällande namn av Henri Jacques François Olivier. 
Catillaria detractula ingår i släktet Catillaria och familjen Catillariaceae. Inga underarter finns listade i Catalogue of Life.